# مركب وسطي أيضي
المركبات الوسطية الأيضية هي جزيئات تعد مركبات طليعية أو ناتج أيضي (أيضة) لجزيئات مهمة حيويا.
بالرغم من أن هذه المركبات الوسطية لها أهمية مباشرة ضئيلة نسبيا في عمل الخلية , إلا أنها يمكنها أن تلعب أدوارا في التنظيم التفارغي (غير النشط) للإنزيمات.